# Cocos Island, Guam
Cocos Island är en ö i Guam (USA).   Den ligger i kommunen Merizo, i den sydvästra delen av Guam, 29 km söder om huvudstaden Hagåtña. Arean är 0,38 kvadratkilometer.
Ön ligger på yttersidan av Cocos Lagoon. Sydspetsen på ön utgör också territoriet Guams sydligaste punkt.